# Nocebo-effekt
Noceboeffekt betegner inden for lægevidenskab en sygdomsfølelse frembragt af en virkningsløs behandling, som patienten anser for at være skadelig. Negative forventninger til en faktisk behandling kan også modvirke effekten eller give tilsyneladende bivirkninger. Noceboeffekten er det modsatte af placeboeffekten, som er fænomenet at en virkningsløs behandling, som patienten tror på, kan gøre at vedkommende føler sig og/eller får det bedre. Både placebo- og nocebo-effekter er formentlig psykogene, men de kan inducere målbare ændringer i kroppen. En artikel, der gennemgik 31 undersøgelser af nocebo-effekter, rapporterede en lang række symptomer, der kan vise sig som nocebo-effekter, herunder kvalme, mavesmerter, kløe, oppustethed, depression, søvnproblemer, appetitløshed, seksuel dysfunktion og alvorlig hypotension.
Vacciner kan også have noceboeffekt. Personer som forventer bivirkninger af COVID-19-vaccine, får i gennemsnit flere bivirkninger end personer som ikke forventer bivirkninger. Måden der informeres om mulige bivirkninger, har også betydning for antallet af bivirkninger. Ifølge Lene Vase, professor i psykologi ved Aarhus Universitet, får vaccinerede færre bivirkninger, hvis man fortæller dem at 95 % ikke får bivirkninger, end hvis man siger at kun 5 % får bivirkninger.